# Діна Катабі
Діна Катабі (англ. Dina Katabi; нар. 1971, Дамаск, Сирія) — американська фахівчиня-інформатик, що займається інноваційними мобільними і бездротовими технологіями, особливо для застосування в галузі цифрової охорони здоров'я. Член Національної інженерної академії США (2017), доктор філософії, професор Массачусетського технологічного інституту. Лауреат стипендії Мак-Артура (2013).
Закінчила Університет Дамаска (бакалавр, 1995). У Массачусетському технологічному інституті здобула ступінь магістра (1999) і доктора філософії (2003). Її докторська дисертація того ж 2003 року відзначена преміями ACM Honorable Mention і Sprowls Dissertation Award. В даний час[коли?] іменний професор (Andrew & Erna Viterbi Professor) Массачусетського технологічного інституту, а також директор його центру безпровідних мереж і мобільних обчислень (Wireless @ MIT), для запуску якого вона співпрацювала з професором Гарі Балакрішнаном. Розробку технологій на основі її досліджень ведуть два стартапи — PiCharging і Emerald. дійсний член Асоціації обчислювальної техніки (2013).

## Нагороди та відзнаки
- NSF Career Award[en] (2005)
- Стипендія Слоуна (2006)
- NBX Career Development Chair (2006)
- Young Professional Award (2008)
- SIGCOMM[en] Best Paper Award (2008, 2011, 2016)[6]
- IEEE Communications Society William R. Bennett Prize (2009)
- Faculty Research Innovation Fellowship (2011)
- Нагорода імені Ґрейс Мюррей Гоппер, Асоціація обчислювальної техніки (2012)
- Стипендія Мак-Артура (2013)
- ACM SIGCOMM Test of Time Paper Award (2014)
- Jerome H. Saltzer Teaching Award (2015)
- ACM Prize in Computing[en] (2017)[7]